# Месершмит Me 262
Месершмит Me 262 ластавица — немачки млазни ловац 1. генерације, ловац-бомбардер, ноћни ловац и извиђач, у току Другог светског рата. То је први млазни авион на свету који се серијски производио, а уједно је и први млазни авион који је учествовао у борби.

## Развој и борбена употреба
Me 262 је представљао прекретницу у историји ваздушног ратовања. Иако је представљао невероватан квалитативни скок у односу на дотадашње ловачке авионе, уведен је у борбену употребу релативно касно (крајем 1943. године) и у почетку је тотално погрешно примењиван. Укупно је произведено око 1.400 примерака али је оперативно било само око 300.
Me 262 је првобитно замишљен и пројектован као ловачки авион. Међутим, по личном Хитлеровом наређењу морао је бити претворен у јуришни бомбардер што је захтевало његово опремање носачима за бомбе. Уколико се има у виду чињеница да је Me 262 био чистокрвни ловачки авион, његово претварање у јуришног бомбардера је било изузетно компликовано и значајно је одложило његово увођење у борбену употребу. Бомбардерска верзија имала је малу носивост док су бомбе које су се налазиле на спољним носачима значајно смањивале максималну брзину авиона због чега је његов значај као јуришног бомбардера био веома мали. Хитлер је коначно успео да сагледа потенцијални значај овог млазног ловца у ваздушној одбрани Трећег рајха, али је тада већ било касно. Иако је Me 262 стекао застрашујућу репутацију, недостатак горива, константни напади из ваздуха као и мали број искусних пилота обучених за лет на млазним ловцима значајно су умањили његов утицај на даљи ток рата.
Веома компликован за летење Me 262 је захтевао да њиме управљају искусни пилоти. Због тога су пред крај Другог светског рата формиране мале елитне ловачке јединице, састављене од најпознатијих немачких ловачких асова који су летели на Me 262. Неки од њих су и погинули пилотирајући овим авионом као што је то био случај са Валтером Новотнијем. Њега су, приликом слетања на аеродром напали и оборили савезнички ловци.
Док је у пуној брзини и на висини скоро је недодирљив, једини је проблем био да се пилоти навикну да имају мало времена да нациљају (брзо пролете поред циља). Међутим свако уплитање у маневарску борбу са ловачким авионима тог доба било је тотално неизвесно, на малим брзинама овај авион је тром и малтене, без маневра.
Релативно ризично је било и полетање, прираштај потиска млазни мотора је знатно спорији од вучне силе са клипно — елисним погоном. Одједном се испостави да је полетна стаза недовољно дугачка и да нема довољно брзине за полетање. И слетање је било проблематично, пошто нема елису која прави отпор када се одузме гас, није било могуће значајније га успорити у ваздуху (није имао ваздушне кочнице). То је имало и своје предности, током ваздушне борбе уколико треба брзо побећи пређе се у стрмо обрушавање и авион из истих разлога убрзава врло брзо.
Иако невероватно опасан противник, Me 262 је имао и један озбиљан недостатак. Наиме, гориво које се користило за погон млазних мотора било је веома запаљиво. Често је само неколико погодака из митраљеза савезничких ловаца било довољно да се немачки ловац претвори у ватрену буктињу. Због тога су немачки пилоти вршили нападе на бомбардерске формације при пуној брзини и ретко су се упуштали у маневарску борбу са њиховом ловачком пратњом.

## Карактеристике
Ипак била је то изузетна летелица и пилоти су волели да лете на њој, била је то брза птица. Пилоти који су паметно летели тим авионом и имали подршку на слетању били су малтене сигурни да ће тога дана у кантини после летења пити пиво са својим колегама.
Примера ради, у то доба (крај 1944-1945) имали су и Енглези млазни авион Глостер метеор, али тај авион по квалитету није био ни близу немачком Ме-262. Скоро никакве резултате није постизао у ваздушним борбама, једини квалитет му је била брзина. Због тога га нису ни сами Енглези много користили у борбама.
Месершмит Me 262 није могао ништа специјално да уради крајем Другог светског рата. Рат је већ био изгубљен и немачка индустрија није више била у стању да производи квалитетне делове за авионе. То је био један од узрока што су млазни мотори били изузетно непоуздани. Поготову су проблем били материјали отпорни на високе температуре.
Заробљени примерци овог авиона представљали су веома драгоцен ратни плен. Велике силе као што су САД, Уједињено Краљевство и СССР, транспортовали су заробљене примерке Me 262 до опитних центара на својој територији где су послужили као основа за даљи развој млазне ловачке авијације.

## У наоружању
- Трећи рајх: Луфтвафе
- Чехословачка (после рата)

## Неколико асова Луфтвафе, пилота на Me 262
- Адолф Галанд. Командант ловачке авијације. Залагао се за увођење у наоружање Me 262 као ловачки авион. Касније, из различитих разлога, везаних за нови ловац, био је смењен са своје дужности, и јануар 1945. године постављен за команданта нове јединице млазних ловаца - ЈВ 44, наоружану авионима Месершмит Me 262. Оборио, летећи на млазном ловцу 7 савезничких авиона. Укупно је оборио 104 авиона у 425 полетања, од којих највећи број током борбе за Уједињено Краљевство и на западу.
- Јоханес Штајнхоф. Задужен за преобуку пилота ловаца у јединици Адолфа Галанда ЈВ 44. Оборио 6 авиона летећи авионом Me 262. Укупан број његових ваздушних победа износи 176 авиона.
- Ерих Хартман. Најбољи пилот ловац за време Другог светског рата. Због својих заслуга добија позив марта 1944. године да се придружи јединици Me 262 у формирању. Услед јако малог броја борбених задатака враћа се у своју претходну јединицу пре него што је успео да обори и један авион Месершмитом Me 262. Укупно је оборио током рата 352 авиона.
- Валтер Новотни. Формирао прву ловачку јединицу од Me 262. Од укупно 258 победа, 3 је постигао ловцем Me 262, пре него што је оборен 8. новембра 1944. године источно од града Хасепа.
- Курт Велтер. Био је најбољи пилот млазних ноћних ловаца, оборивши скоро 30 авиона својим Me 262. У рату је оборио укупно 63 авиона од којих 56 у ноћним акцијама, а од тог броја су чак 33 авиона Москито.
- Франц Шал. Пилот ловац који је оборио укупно 133 авиона од којих 17 авионом Me 262. Погинуо 10. априла 1945. приликом слетања авионом Me 262.
- Рудолф Радемахер. Пилот ловца и млазним ноћним ловцем. Заузима друго место по обореним авионима млазним ноћним ловцем. За време рата оборио 97 савезничких авиона, од којих 16 као млазни ноћни ловац.
- Хејнц Бер. Пилот са 221. признатом победом од којих 16 као млазни ноћни ловац. Заузима треће место међу пилотима млазних ноћних ловаца.

## Сачувани примерци Me 262
Немачка
- Музеј Немачке - Deutsches Museum,, Минхен, Немачка

Me 262, ловац (бр.500071), припадао  ескадрили седмог ловачког пука - III./ЈГ 7.
Велика Британија
- Музеј Краљевског ратног ваздухопловства, филијала у Косфорду - RAF Museum Cosford

Me 262A-2a, ловац-бомбардер (бр.112372). Припадао ловачкој I ескадрили седмог пука "Новотни“ I./ЈГ 7 „Новотни“. Приликом повлачења Немаца остављен је у Фасбергу. Дана 23. јуна 1945. године прелеће за Фарнборо, Уједињено Краљевство, где је учествовао у различитим испитивањима. По завршетку испитивања предат је музеју.
Сједињене Америчке Државе
- Ed Moloney’s Plans of Fame Museum, Чино

Me 262A-1a/U3, ловац двосед
- Национални музеј ваздухопловства и космонаутике - (National Air and Space Museum), Вашингтон

Me.262A-1a, ловац (бр.500491), припадао II ескадрили седмог ловачког пука - II./ЈГ 7.
- Национални музеј ратног ваздухопловства Сједињених Америчких Држава „Рајт Петерсон“, Дејтон, Охајо,

Me 262A-1a, ловац (бр.501332), припадао III ескадрили шестог ловачко-бомбардерског пука - III./КГ(Ј) 6.
- Музеј војно-поморских снага, Пенсилванија

Me 262Б-1a/У4, двосед. школско-тренажни авион (бр.110639). Био је изложен тоталној преправци 1993. године да би се створила летећа реплика Me 262Ц, захваљујући доступној оригиналној производној документацији.
Аустралија
- Treloar Centre, Канбера

Me 262A-2a, ловац-бомбардер (бр.500200). Припадао групи II бомбардерске ескадриле КГ(Ј) 51. Заробљен од стране британских војника у Фасбергу 7. маја 1945. године, након чега је достављен у Фарнборо. После спроведених испитивања, у новембру 1946. године је дат Аустралији као поклон британске владе, и постављен у Канберском Аустралијском ратном меморијалу - Australian War Memorial. У 1970. годину авион је предат Канберском Treloar Centre.
Јужноафричка Република
- Народни историјски музеј Јужне Африке

Me 262Б-1a/У1, двосед, ноћни ловац (бр.110305). Заробљен у Магдебургу. Дана, 19. маја 1945. године авион прелеће у Фарнборо, где је током октобра и новембра служио као експонат изложбе трофејног оружја. Након тога авион се користи за различита испитивања, а марта 1947. године предат је SAAF Central Air School у Дунотавре-у, Јужноафричка Република. Током 1971. године, после отписа, авион је ремонтован и предат музеју.